# Байханова
Байханова — деревня в Боханском районе Иркутской области России. Входит в состав муниципального образования Казачье. Находится примерно в 154 км к западу от районного центра — посёлка Бохан.

## Население
По данным Всероссийской переписи, в 2010 году в деревне проживали 3 человека (1 мужчина и 2 женщины).